# Cristiana di Sassonia-Merseburg
Cristiana di Sassonia-Merseburg (Merseburg, 1º giugno 1659 – Eisenberg, 13 marzo 1679) è stata una principessa tedesca originaria della Sassonia-Merseburg e poi duchessa consorte di Sassonia-Eisenberg.

## Biografia
Era figlia del duca Cristiano I di Sassonia-Merseburg e della moglie Cristiana di Schleswig-Holstein-Sonderburg-Glücksburg

## Matrimonio e figli
Venne data in sposa al cugino Cristiano di Sassonia-Eisenberg che sposò a Merseburg il 13 febbraio 1677.
Diede alla luce solo una figlia:
- Cristina (Eisenberg, 4 marzo 1679-Glücksburg, 24 maggio 1722), andata sposa nel 1699 al duca Filippo Ernesto di Schleswig-Holstein-Sonderburg-Glücksburg.

Cristiana morì a causa dei postumi del parto qualche giorno dopo la nascita della figlia. Cristiano si risposò con Sofia Maria d'Assia-Darmstadt ma non ebbe altri figli.
La figlia Cristiana restò dunque l'unica prole legittima di Cristiano, il quale morendo nel 1707 senza eredi maschi, fu l'unico e ultimo duca Wettin a governare sulla Sassonia-Eisenberg.

## Ascendenza
|                                                           |                                               |                                        | Genitori                                       |  |  | Nonni |  |  | Bisnonni                                   |  |  | Trisnonni                             |  |
|                                                           |                                               |                                        |                                                |  |  |       |  |  | Christian I, principe elettore di Sassonia |  |  | August, principe elettore di Sassonia |  |
|                                                           |                                               |                                        |                                                |  |  |       |  |  | Christian I, principe elettore di Sassonia |  |  | August, principe elettore di Sassonia |  |
|                                                           |                                               | Anna af Danmark                        |                                                |  |  |       |  |  | Christian I, principe elettore di Sassonia |  |  |                                       |  |
| Johann Georg I, principe elettore di Sassonia             |                                               |                                        |                                                |  |  |       |  |  | Christian I, principe elettore di Sassonia |  |  |                                       |  |
|                                                           |                                               | Sophie von Brandenburg                 | Johann Georg, principe elettore di Brandeburgo |  |  |       |  |  |                                            |  |  |                                       |  |
|                                                           |                                               | Sophie von Brandenburg                 | Johann Georg, principe elettore di Brandeburgo |  |  |       |  |  |                                            |  |  |                                       |  |
|                                                           |                                               | Sophie von Brandenburg                 | Sabina von Brandenburg-Ansbach                 |  |  |       |  |  |                                            |  |  |                                       |  |
| Christian I, duca di Sassonia-Merseburg                   |                                               | Sophie von Brandenburg                 |                                                |  |  |       |  |  |                                            |  |  |                                       |  |
|                                                           |                                               | Albrecht Friedrich, duca di Prussia    | Albrecht I, duca di Prussia                    |  |  |       |  |  |                                            |  |  |                                       |  |
|                                                           |                                               | Albrecht Friedrich, duca di Prussia    | Albrecht I, duca di Prussia                    |  |  |       |  |  |                                            |  |  |                                       |  |
|                                                           |                                               | Albrecht Friedrich, duca di Prussia    | Anna Maria von Braunschweig-Lüneburg           |  |  |       |  |  |                                            |  |  |                                       |  |
| Magdalena Sibylle von Preußen                             |                                               | Albrecht Friedrich, duca di Prussia    |                                                |  |  |       |  |  |                                            |  |  |                                       |  |
|                                                           |                                               | Marie Eleonore von Jülich-Kleve-Berg   | Wilhelm, duca di Jülich-Kleve-Berg             |  |  |       |  |  |                                            |  |  |                                       |  |
|                                                           |                                               | Marie Eleonore von Jülich-Kleve-Berg   | Wilhelm, duca di Jülich-Kleve-Berg             |  |  |       |  |  |                                            |  |  |                                       |  |
|                                                           |                                               | Marie Eleonore von Jülich-Kleve-Berg   | Maria von Österreich                           |  |  |       |  |  |                                            |  |  |                                       |  |
| Christiane von Sachsen-Merseburg                          |                                               | Marie Eleonore von Jülich-Kleve-Berg   |                                                |  |  |       |  |  |                                            |  |  |                                       |  |
|                                                           | Johann, duca di Schleswig-Holstein-Sonderburg | Christian III, re di Danimarca         |                                                |  |  |       |  |  |                                            |  |  |                                       |  |
|                                                           | Johann, duca di Schleswig-Holstein-Sonderburg | Christian III, re di Danimarca         |                                                |  |  |       |  |  |                                            |  |  |                                       |  |
|                                                           | Johann, duca di Schleswig-Holstein-Sonderburg | Dorothea von Sachsen-Lauenburg         |                                                |  |  |       |  |  |                                            |  |  |                                       |  |
| Philipp, duca di Schleswig-Holstein-Sonderburg-Glücksburg | Johann, duca di Schleswig-Holstein-Sonderburg |                                        |                                                |  |  |       |  |  |                                            |  |  |                                       |  |
|                                                           |                                               | Elisabeth von Braunschweig-Grubenhagen | Ernst III, principe di Brunswick-Grübenhagen   |  |  |       |  |  |                                            |  |  |                                       |  |
|                                                           |                                               | Elisabeth von Braunschweig-Grubenhagen | Ernst III, principe di Brunswick-Grübenhagen   |  |  |       |  |  |                                            |  |  |                                       |  |
|                                                           |                                               | Elisabeth von Braunschweig-Grubenhagen | Margarethe von Pommern-Wolgast                 |  |  |       |  |  |                                            |  |  |                                       |  |
| Christiana von Schleswig-Holstein-Sonderburg-Glücksburg   |                                               | Elisabeth von Braunschweig-Grubenhagen |                                                |  |  |       |  |  |                                            |  |  |                                       |  |
|                                                           |                                               | Franz II, duca di Sassonia-Lauenburg   | Franz I, duca di Sassonia-Lauenburg            |  |  |       |  |  |                                            |  |  |                                       |  |
|                                                           |                                               | Franz II, duca di Sassonia-Lauenburg   | Franz I, duca di Sassonia-Lauenburg            |  |  |       |  |  |                                            |  |  |                                       |  |
|                                                           |                                               | Franz II, duca di Sassonia-Lauenburg   | Sibylle von Sachsen                            |  |  |       |  |  |                                            |  |  |                                       |  |
| Sophie Hedwig von Sachsen-Lauenburg                       |                                               | Franz II, duca di Sassonia-Lauenburg   |                                                |  |  |       |  |  |                                            |  |  |                                       |  |
|                                                           |                                               | Maria von Braunschweig-Wolfenbüttel    | Julius, principe di Brunswick-Wolfenbüttel     |  |  |       |  |  |                                            |  |  |                                       |  |
|                                                           |                                               | Maria von Braunschweig-Wolfenbüttel    | Julius, principe di Brunswick-Wolfenbüttel     |  |  |       |  |  |                                            |  |  |                                       |  |
|                                                           |                                               | Maria von Braunschweig-Wolfenbüttel    | Hedwig von Brandenburg                         |  |  |       |  |  |                                            |  |  |                                       |  |
|                                                           |                                               | Maria von Braunschweig-Wolfenbüttel    |                                                |  |  |       |  |  |                                            |  |  |                                       |  |